# Jon Jones
Jonathan Dwight Jones (sinh ngày 19 tháng 7 năm 1987) là một võ sĩ MMA chuyên nghiệp người Mỹ hiện đang ký hợp đồng với giải vô địch chiến đấu tối thượng. Anh là một nhà vô địch hạng nặng UFC Light hai lần và là nhà vô địch trẻ nhất trong lịch sử UFC. Jones được coi là một trong những chiến binh chuyên nghiệp vĩ đại nhất mọi thời đại.Anh là em trai của cựu cầu thủ bóng đá quốc gia (NFL), người chơi Arthur Jones và anh trai của cầu thủ NFL hiện tại là Chandler Jones.

## Sự nghiệp
Jones giành giải UFC hạng nặng hạng nặng đầu tiên vào tháng 3 năm 2011 ở tuổi 23, trở thành nhà vô địch trẻ nhất kể từ khi UFC tách các hạng cân. Anh nắm giữ nhiều kỷ lục UFC trong hạng nặng hạng nhẹ, bao gồm cả hàng phòng ngự danh hiệu thành công và liên tiếp, chiến thắng nhiều nhất, chuỗi chiến thắng dài nhất và những chiến thắng xuất sắc nhất. Jones được nhiều người coi là chiến binh pound-pound tốt nhất trên thế giới trong suốt thời gian anh nắm giữ chức vô địch.
Jones chưa bao giờ bị đánh bại cho một chức vô địch trong cuộc thi MMA và nhiều người coi sự mất mát chuyên nghiệp duy nhất của mình, một sự truất quyền thi đấu với Matt Hamill, một quyết định trọng tài tồi tệ. Jones lần đầu tiên đánh mất vị thế của mình với tư cách là nhà vô địch UFC vào năm 2015 khi UFC tước đoạt danh hiệu của mình và đình chỉ anh ta sau khi anh ta bị bắt vì tội tấn công trọng tội. Anh trở lại UFC năm 2016 để giành Interim UFC Light Heavyweight Championship trước Ovince Saint Preux nhưng bị tước chức vô địch sau khi thất bại trong một cuộc kiểm tra ma túy chống Mỹ (USADA) chỉ vài ngày trước khi UFC 200 lên kế hoạch chống lại Daniel Cormier. Ông đã bị đình chỉ trong một năm sau khi USADA cai trị các xét nghiệm dương tính đến từ thuốc tăng cường nam nhưng vẫn còn lỗi Jones cho sơ suất. Jones trở lại vào ngày 29 tháng 7 năm 2017, tại UFC 214, và đánh bại Cormier thông qua vòng ba KO để giành chiến thắng UFC Light Heavyweight Championship thứ hai của mình. Tuy nhiên, sau đó nó được tiết lộ rằng Jones đã thất bại trong một cuộc thử nghiệm thuốc USADA khác, và Jones đã bị tước chức vô địch thứ ba của mình và chiến thắng của anh trước Cormier đã bị đảo ngược thành 'không thi đấu'. Bởi vì đây là lần vi phạm thứ hai, Jones phải đối mặt với lệnh cấm bốn năm nhưng chỉ bị đình chỉ trong mười lăm tháng sau khi USADA cho rằng không có đủ bằng chứng cho thấy Jones cố ý sử dụng các chất cấm.
Năm 2020, Jon Jones được lên kế hoạch thi đấu hạng nặng với người chiến thắng trong trận Francis Ngannou và nhà vô địch Stipe Miocic, được kêu gọi đối đầu với  bởi Israel Adesanya.